# Масахиро Хамазаки
Масахиро Хамазаки (јап. 浜崎 昌弘; 14. март 1940 — 10. октобар 2011) био је јапански фудбалер.

## Каријера
Током каријере је играо за Nippon Steel.

## Репрезентација
За репрезентацију Јапана дебитовао је 1966. године. Учествовао је и на олимпијским играма 1968. За тај тим је одиграо 2 утакмице.

## Статистика
| Јапан  | Јапан   | Јапан  |
| Година | Наступи | Голови |
| ------ | ------- | ------ |
| 1966.  | 2       | 0      |
| Укупно | 2       | 0      |